# Appanoose megye
Appanoose megye az Amerikai Egyesült Államokban, azon belül Iowa államban található. Megyeszékhelye és legnagyobb városa Centerville. Lakosainak száma 12 317 fő (2020. április 1.). Appanoose megye Monroe, Putnam, Wayne, Lucas, Davis, Schuyler és Wapello megyékkel határos.

## Népesség
A megye népességének változása:
| Lakosok száma | 12 869 | 12 869 | 12 715 | 12 692 | 12 529 | 12 317 |
|               | 2010   | 2011   | 2012   | 2013   | 2015   | 2020   |